# Afrykański Puchar Konfederacji
Afrykański Puchar Konfederacji, ang. CAF Confederation Cup, rozgrywki pucharowe dla klubów z krajów należących do federacji CAF (Afryka), wzorowane na europejskich rozgrywkach o Puchar UEFA, tzw. Puchar Pocieszenia (rozgrywki drugiej rangi po Lidze Mistrzów). Do 2003 istniały Puchar CAF, w którym walczono o trofeum Moshooda Abioli oraz Puchar Zdobywców Pucharów CAF. W 2004 roku nastąpiło połączenie obydwu rozgrywek w jeden Afrykański Puchar Konfederacji. 12 krajów o najwyższym współczynniku w rankingu CAF może wystawić 2 zespoły do rozgrywek (Algieria, Angola, Demokratyczna Republika Konga, Egipt, Gwinea, Libia, Maroko, Nigeria, RPA, Sudan, Tanzania i Tunezja), pozostałe kraje mogą wystawić jedynie jedną drużynę.
Po raz pierwszy w finale, w sezonie 2019/20, rozegrano jeden mecz z powodu pandemii COVID-19.

## Zdobywcy Pucharu Konfederacji CAF
2023 - USM Algier ( Algieria)
2022 - RS Berkane ( Maroko)
2021 - Raja Casablanca ( Maroko)
2020 - RS Berkane ( Maroko)
2019 - Zamalek ( Egipt)
2018 - Raja Casablanca ( Maroko)
2017 - TP Mazembe ( Demokratyczna Republika Konga)
2016 - TP Mazembe ( Demokratyczna Republika Konga)
2015 - Étoile du Sahel ( Tunezja)
2014 - Al Ahly ( Egipt)
2013 - CS Sfaxien ( Tunezja)
2012 - AC Léopards ( Kongo)
2011 - Maghreb Fez ( Maroko)
2010 - FUS Rabat ( Maroko)
2009 - Stade Malien ( Mali)
2008 - CS Sfaxien ( Tunezja)
2007 - CS Sfaxien ( Tunezja)
2006 - Étoile du Sahel ( Tunezja)
2005 - FAR Rabat ( Maroko)
2004 - Hearts of Oak ( Ghana)

### Osiągnięcia według klubów
| Klub              | Zwycięstwo | 2. miejsce |
| ----------------- | ---------- | ---------- |
| CS Sfaxien        | 3          | 1          |
| Étoile du Sahel   | 2          | 1          |
| RS Berkane        | 2          | 1          |
| TP Mazembe        | 2          | 1          |
| Raja Casablanca   | 2          | 0          |
| FAR Rabat         | 1          | 1          |
| Hearts of Oak     | 1          | 0          |
| Stade Malien      | 1          | 0          |
| FUS Rabat         | 1          | 0          |
| MAS Fez           | 1          | 0          |
| AC Léopards       | 1          | 0          |
| Al-Ahly           | 1          | 0          |
| Zamalek           | 1          | 0          |
| USM Algier        | 1          | 0          |
| Orlando Pirates   | 0          | 2          |
| Asante Kotoko     | 0          | 1          |
| Dolphins FC       | 0          | 1          |
| Al-Merrikh        | 0          | 1          |
| ES Sétif          | 0          | 1          |
| Club Africain     | 0          | 1          |
| Djoliba AC        | 0          | 1          |
| Séwé Sport        | 0          | 1          |
| MO Béjaïa         | 0          | 1          |
| SuperSport United | 0          | 1          |
| AS Vita Club      | 0          | 1          |
| Pyramids          | 0          | 1          |
| JS Kabylie        | 0          | 1          |
| Young Africans SC | 0          | 1          |

Państwa zwycięzców
 Maroko – 7 razy
 Tunezja – 5 razy
 Demokratyczna Republika Konga – 2 razy
 Egipt – 2 razy
 Ghana – 1 raz
 Kongo - 1 raz
 Mali – 1 raz
 Algieria – 1 raz

## Edycja2022/2023
Finał:

28 maja, 2023:
Young Africans SC : USM Algier - 1:2

3 czerwca, 2023:
USM Algier : Young Africans SC - 0:1

## Edycja2021/2022
Finał:

20 maja, 2022:
Orlando Pirates : RS Berkane - 1:1, k.4:5

## Edycja2020/2021
Finał:

10 lipca, 2021:
Raja Casablanca : JS Kabylie - 2:1

## Edycja2019/2020
Finał:

25 października, 2020:
Pyramids : RS Berkane - 0:1

## Edycja2018/2019
Finał:

19 maja, 2019:
RS Berkane : Zamalek - 1:0

26 maja, 2019:
Zamalek : RS Berkane 1:0, k.5:3

## Edycja2018
Finał:

25 listopada, 2018:
Raja Casablanca : AS Vita Club - 3:0

2 grudnia, 2018:
AS Vita Club : Raja Casablanca 3:1

## Edycja2017
Finał:

19 listopada, 2017:
TP Mazembe : Supersport United - 2:1

25 listopada, 2017:
Supersport United : TP Mazembe 0:0

## Edycja2016
Finał:

29 października, 2016:
MO Béjaïa : TP Mazembe - 1:1

6 listopada, 2016:
TP Mazembe : MO Béjaïa 4:1

## Edycja2015
Finał:

21 listopada, 2015:
Orlando Pirates : Étoile du Sahel - 1:1

29 listopada, 2015:
Étoile du Sahel : Orlando Pirates 1:0

## Edycja2014
Finał:

29 listopada, 2014:
Séwé Sport : Al Ahly - 2:1

6 grudnia, 2014:
Al Ahly : Séwé Sport 1:0

## Edycja2013
Finał:

23 listopada, 2013:
CS Sfaxien : TP Mazembe - 2:0

30 listopada, 2013:
TP Mazembe : CS Sfaxien 2:1

## Edycja2012
Finał:

18 listopada, 2012:
Djoliba AC : AC Léopards - 2:2

25 listopad, 2012:
AC Léopards : Djoliba AC 2:1

## Edycja2011
Finał:

19 listopada, 2011:
Club Africain : Maghreb Fez - 1:0

4 grudnia, 2011:
Maghreb Fez : Club Africain 1:0, k.6:5

## Edycja2010
Finał:

28 listopada, 2010:
FUS Rabat : CS Sfaxien - 0:0

4 grudnia, 2010:
CS Sfaxien : FUS Rabat 2:3

## Edycja2009
Finał:

27-29 listopada, 2009:
ES Sétif : Stade Malien - 2:0

4-6 grudnia, 2009:
Stade Malien : ES Sétif - 2:0, k.3:2

## Edycja2008
Finał:

8 listopada, 2008
CS Sfaxien : Étoile du Sahel - 0:0

22 listopada, 2008
Étoile du Sahel : CS Sfaxien - 2:2

## Edycja2007
Finał:

2 listopada, 2007
CS Sfaxien : Al-Merreikh - 4:2

24 listopada, 2007
Al-Merreikh : CS Sfaxien - 0:1

## Edycja2006
Finał:

18 listopada, 2006
FAR Rabat : Étoile du Sahel - 1:1

2 grudnia, 2006
Étoile du Sahel : FAR Rabat – 0:0

## Edycja2005
Faza grupowa

Grupa A

1.FAR Rabat ( Maroko) 6 5 1 0 7- 2 16 – awans

2.King Faisal Babes Kumasi ( Ghana) 6 4 0 2 9- 5 12 

3.AS Marsa ( Tunezja) 6 2 1 3 6- 6 7 

4.Fello Star Labé Conakry( Gwinea) 6 0 0 6 2-11 3 

Grupa B

1.Dolphins FC ( Nigeria) 6 4 2 0 10- 4 14 - awans

2.Al-Ismaily ( Egipt) 6 3 2 1 11- 4 11 

3.Al-Mokawloon Kair ( Egipt) 6 2 0 4 6- 8 6 

4.FC 105 Libreville ( Gabon) 6 1 0 5 4-15 3 

Finał:

6 listopada, 2005

Dolphins FC : FAR Rabat – 1:0 (Bola Bello 85')

19 listopada, 2005

FAR Rabat : Dolphins FC – 3:0 (Adil Serraj 10', 45', Ahmed Ajaroui 65')

## Pierwsza edycja –2004/2005
Faza grupowa

Grupa A

1.Asante Kotoko Kumasi ( Ghana) 6 3 1 2 10- 7 10 [2 1 0 1 4-3 3] – awans

2.Enugu Rangers ( Nigeria) 6 3 1 2 12- 6 10 [2 1 0 1 3-4 3] 

3.Al-Hilal Omdurman ( Sudan) 6 3 0 3 6-11 9 

4.Petro Atlético Luanda ( Angola) 6 1 2 3 5- 9 5 

Grupa B

1.Accra Hearts of Oak SC ( Ghana) 6 4 1 1 10- 5 13 – , awans

2.Cotonsport de Garoua ( Kamerun) 6 3 2 1 9- 3 11 

3.Sable de Batié ( Kamerun) 6 2 1 3 6- 9 7 

4.Santos Kapsztad ( Południowa Afryka) 6 1 0 5 3-11 3 

Finał:

2 stycznia 2005

Hearts of Oak : Asante Kotoko – 1:1 (Agyeman 90' – Osei 61')

9 stycznia 2005

Asante Kotoko : Hearts of Oak – 1:1 (Tetteh 81' – Taylor 53'), k.7:8